# To’o Vaega
To'o Malo Vaega (Apia, 17 de agosto de 1965) es un ex–jugador samoano de rugby que se desempeñaba como centro.

## Selección nacional
Fue convocado a Manu Samoa por primera vez en junio de 1986 para enfrentar a los Dragones rojos, debutando con solo 20 años y disputó su último partido en noviembre de 2001 ante el XV del Trébol. En total jugó 61 partidos y marcó un total de 71 puntos.

### Participaciones en Copas del Mundo
Disputó las Copas del Mundo de Inglaterra 1991 donde Manu Samoa venció a los Dragones rojos (Vaega marcó su único try en mundiales) y a los Pumas en fase de grupos, consiguiendo el pase a los cuartos de final y allí serían eliminados por el XV del Cardo, Sudáfrica 1995 donde los samoanos vencieron a la Azzurri y a los Pumas nuevamente en fase de grupos, consiguiendo el pase a los cuartos de final y allí serían eliminados por los locales y eventuales campeones del Mundo; los Springboks y Gales 1999 donde fueron derrotados en octavos de final por los escoceses.
| Mundial                       | Sede       | Resultado        | PJ | Tries |
| ----------------------------- | ---------- | ---------------- | -- | ----- |
| Copa Mundial de Rugby de 1991 | Inglaterra | Cuartos de final | 4  | 1     |
| Copa Mundial de Rugby de 1995 | Sudáfrica  | Cuartos de final | 4  | 0     |
| Copa Mundial de Rugby de 1999 | Gales      | Octavos de final | 3  | 0     |

## Palmarés
- Campeón de la Pacific Nations Cup de 1991, 1992, 1993, 1997, 2000 y 2001.